# Ernest Bloch
Ernest Bloch (24 de juliol de 1880 - 15 de juliol de 1959) va ser un compositor nord-americà nascut a Suïssa. Bloch va ser un artista destacat en el seu temps i va deixar un llegat durador. Se'l reconeix com un dels més grans compositors suïssos de la història. A més de produir partitures musicals, Bloch va tenir una carrera acadèmica que va culminar amb el seu reconeixement com a professor emèrit a la Universitat de Califòrnia, Berkeley el 1952.

## Biografia
Bloch va néixer a Ginebra el 24 de juliol de 1880 en una família jueva. El seu pare era un rellotger. Va començar a tocar el violí a 9 anys i va començar a compondre poc després. Va estudiar música a Ginebra amb Jacques-Dalcroze. Després al conservatori de Brussel·les, on entre els seus professors hi havia el cèlebre violinista belga Eugène Ysaÿe. Després va viatjar per Europa, traslladant-se a Alemanya per acabar la seva formació a Frankfurt i Munic, on va tenir com a mestres a Knorr i Thuile al Conservatori Hoch de Frankfurt. Després a París el 1903 i va tornar a Ginebra abans d'establir-se als Estats Units el 1916, prenent la ciutadania nord-americana el 1924. Va tenir diversos càrrecs docents als Estats Units, on els seus alumnes incloïen George Antheil, Frederick Jacobi, Quincy Porter, Bernard Rogers i Roger Sessions.
El 1917, Bloch va esdevenir el primer professor de composició a l'Escola de Música de Mannes, càrrec que va ocupar durant tres anys. El desembre de 1920 va ser nomenat primer director musical del recentment creat Cleveland Institute of Music, càrrec que va ocupar fins a 1925. El 1919, la Simfònica de San Francisco va oferir dues de les primeres interpretacions del seu Schelomo, rebent grans elogis de múltiples crítiques. Ada Clement i Lillian Hodghead del recentment nomenat Conservatori de Música de San Francisco van visitar Bloch a Cleveland el 1923 i el van convidar a ensenyar al Conservatori l'estiu següent. Prèviament havia estat animat a anar a San Francisco per Alfred Hertz i el cantor del Temple Emanu-El, Reuben Rinder. El 1925 Bloch va renunciar a l'Institut de Cleveland, on no havia estat feliç, i es va traslladar a San Francisco. Va ser nomenat director del Conservatori i va romandre en aquest càrrec fins al 1930, quan l'escola es va quedar sense fons. Va tornar a Suïssa, on va compondre el Avodath Hakodesh ("Servei Sagrat") abans de tornar als EUA el 1939.
Bloch es va incorporar a la facultat de música de Berkeley el 1941 i hi va ensenyar un semestre cada any fins a la seva jubilació el 1952. Ell i la seva dona vivien principalment a la petita comunitat costanera d'⁣Agate Beach, Oregon (ara Newport). El 1947 va ser un dels fundadors del conservatori d'estiu de l'⁣Acadèmia de Música de l'Oest.
El 1952 va ser nomenat professor emèrit a la Universitat de Califòrnia, tot i que no havia estat professor a temps complet. Va compondre In Memoriam aquell any després de la mort d'Ada Clement.
Va morir el 15 de juliol de 1959 a Portland, Oregon, d'⁣un càncer a l'edat de 78 anys. D'acord amb una tradició especial, la seva filla, Lucienne Bloch, i el seu marit, Steve Dimitroff, van preparar diverses màscares mortals d'Ernest Bloch. Aquesta pràctica antigament habitual es feia habitualment per crear un record o un retrat del difunt, però és inusual que un membre de la família immediata faci la màscara mortal. El Center for Creative Photography i el San Francisco Conservatory of Music tenen cadascun una còpia de la màscara mortal de Bloch.

## Música
Les composicions de Bloch -en particular la Suite hébraïque per a viola i orquestra, Baal Shem per a violí i piano (més tard orquestrada) i Schelomo per a violoncel i orquestra- sovint reflecteixen la seva herència jueva. El pare de Bloch havia tingut en un moment la intenció de convertir-se en rabí, i el jove Ernest va tenir una forta educació religiosa; d'adult va sentir que escriure música que expressés la seva identitat jueva era "l'única manera en què puc produir música de vitalitat i significació". "Potser el que hi ha al cor de la qüestió és el seu geni per a l'ús evocatiu del color en la música. Si algunes de les seves obres evoquen l'atmosfera de l'Antic Testament, també funcionen en altres àmbits amb un efecte igualment rellevant però totalment diferent: els mars del sud en estil gauguinesc al moviment lent del primer Quintet, i la Xina [en el darrer dels] Four Episodes són exemples. Al costat d'Israel, hi ha Helvècia i Amèrica; al costat de Scenes from Jewish Life, hi ha Nirvana.
No obstant això, hi ha moltes altres fonts d'inspiració, com les influències neoclàssiques evidents en el Concerto Grosso núm. 1. La seva música utilitza una varietat de dispositius harmònics contemporanis. Alguns s'enumeren al llibre Twentieth Century Harmony de Vincent Persichetti. Segons Persichetti, això inclou l'ús del mode dòric i de l'harmonia amb alteracions extenses al primer Concerto Grosso, així com grups de tons en la Sonata per a piano, l'ús percussiu de l'harmonia, així com l'harmonia en sèrie, en el seu Quintet per a piano núm. 1.

## Família

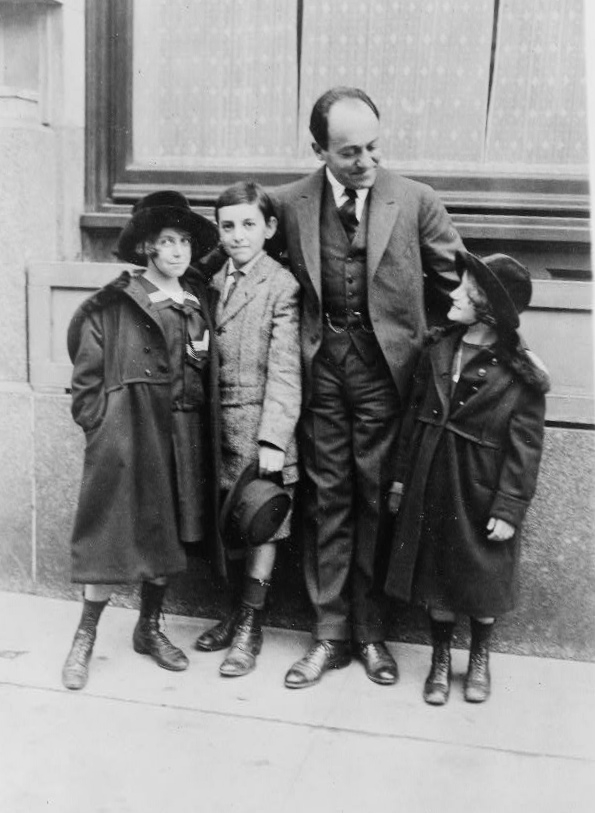
Ernest Bloch amb els seus fills Suzanne, Ivan i Lucienne

Ernest Bloch i la seva dona Marguerite Schneider van tenir tres fills: Ivan, Suzanne i Lucienne.
Ivan, nascut el 1905, va esdevenir enginyer de la Bonneville Power Administration a Portland, Oregon. Suzanne Bloch, nascuda el 1907, va ser una música especialment interessada en la música renaixentista i va ser professora de clavecí, llaüt i composició a la Juilliard School de Nova York. Lucienne Bloch, nascuda el 1909, va treballar com a fotògrafa principal de Diego Rivera en el projecte mural del Rockefeller Center, va fer amistat amb la dona de Rivera, l'artista Frida Kahlo, i va fer algunes fotos clau de Kahlo així com les úniques fotografies del mural de Rivera (que va ser destruït perquè hi apareixia Lenin).

## Obres

### Escena
- Macbeth, òpera en 3 actes (1909 Ginebra-París)

### Orquestral
- Simfonia en do sostingut menor (1902)
- Hiver-Printemps (1905 París-Ginebra)
- Trois Poèmes Juifs per a gran orquestra (1913 Satigny)
- Israel, Simfonia per a orquestra (1916 Ginebra)
- In the Night: A Love Poem (1922 Cleveland)
- Poems of the Sea (1922 Cleveland)
- Concerto Grosso núm. 1 per a orquestra de corda amb piano obbligato (1925 Santa Fe - Cleveland)
- Four Episodes per a orquestra de cambra (1926 San Francisco)
- America, an Epic Rhapsody (1926 San Francisco)
- Helvetia, Poema Simfònic (1929 Frankfurt - San Francisco)
- Evocations, Suite Simfònica (1937 Châtel, Alta Savoia)
- Suite Simfònica (1944 Agate Beach)
- In Memoriam (1952 Agate Beach)[7]
- Concerto Grosso núm. 2 per a orquestra de corda (1952 Agate Beach)
- Sinfonia Breve (1953 Agate Beach)
- Simfonia en mi bemoll (1955 Agate Beach)

### Concertant
- Schelomo: Rhapsodie Hébraïque per a violoncel i gran orquestra (1916 Ginebra-Nova York)
- Suite per a viola i orquestra (1919 Nova York)
- Voice in the Wilderness, Poema Simfònic per a orquestra amb violoncel obbligato (1936 Châtel, Alta Savoia)
- Concert per a violí i orquestra (1938 Châtel, Alta Savoia)
- Baal Shem per a violí i orquestra (1939)
- Concerto Symphonique per a piano i orquestra (1948 Agate Beach)
- Scherzo Fantasque per a piano i orquestra (1948 Agate Beach)
- Concertino per a flauta, viola i orquestra de corda (1948, 1950 Agate Beach)
- Suite Hébraïque, per a viola (o violí) i orquestra (1951 Agate Beach)
- Simfonia per a trombó i orquestra (1954 Agate Beach)
- Proclamation per a trompeta i orquestra (1955 Agate Beach)
- Suite Modale per a flauta i orquestra de corda (1956 Agate Beach)
- Two Last Poems per a flauta solista i orquestra (1958 Agate Beach)

### Vocal i coral
- Historiettes au Crépuscule per a mezzosoprano i piano (1904 París)
- Poèmes d'Automne per a mezzosoprano i orquestra (1906 Ginebra)
- Psaume 22 (1913 Satigny)
- Deux Psaumes pour soprano et orchestre, précédés d'un prélude orchestral (1914 Satigny)
- America: An Epic Rhapsody per a cor i orquestra (1926 San Francisco)
- Avodath Hakodesh (Sacred Service) per a baríton, orquestra i cor (1933 Roveredo-Ticino)

### Cambra

#### Quintet de piano
- Piano Quintet núm. 1 (1923 Cleveland)
- Piano Quintet núm. 2 (1957)

#### Quartet de corda
- Quartet de corda en Sol (1896)
- Quartet de corda núm. 1 (1916 Ginebra - Nova York)
- Quartet de corda núm. 2 (1945 Agate Beach)
- Quartet de corda núm. 3 (1952 Agate Beach)
- Quartet de corda núm. 4 (1953 Agate Beach)
- Quartet de corda núm. 5 (1956 Agate Beach)
- In the Mountains (1924 Cleveland)
- Night (1923 Cleveland)
- Paysages (1923 Cleveland); el primer moviment, North, es va inspirar en Nanook of the North de Robert J. Flaherty
- Prelude (1925 Cleveland)
- Two Pieces (1938, 1950 Châtel, Alta Savoia - Agate Beach)

#### Trio de piano
- Three Nocturnes per a trio de piano (1924 Cleveland)

### Instrumental

#### Violí
- Sonata núm. 1 per a violí i piano (1920 Cleveland)
- Baal Shem (1923 Cleveland)
- Poème Mystique, Sonata núm. 2 per a violí i piano (1924 Cleveland)
- Nuit Exotique (1924 Cleveland)
- Abodah (1929 San Francisco)
- Mélodie (1929 San Francisco)
- Suite Hébraïque per a violí i piano (1951 Agate Beach)
- Suite núm. 1 per a violí sol (1958 Agate Beach)
- Suite núm. 2 per a violí sol (1958 Agate Beach)

#### Viola
- Suite per a viola i piano (1919 Nova York)
- Suite Hébraïque per a viola i piano (1951 Agate Beach)
- Meditation and Processional per a viola i piano (1951 Agate Beach)
- Suite per a viola sol (inacabada) (1958 Agate Beach)

#### Violoncel
- Sonata per a violoncel (1897)
- Méditation Hébraïque (1924 Cleveland)
- From Jewish Life (1925 Cleveland)
- Suite núm. 1 per a violoncel sol (1956 Agate Beach)
- Suite núm. 2 per a violoncel sol (1956 Agate Beach)
- Suite núm. 3 per a violoncel sol (1957 Agate Beach)

#### Flauta
- Suite Modale per a flauta i piano (1956 Agate Beach)

#### Piano
- Ex-voto (1914 Ginebra)
- In the Night: A Love Poem (1922 Cleveland)
- Poems of the Sea (1922 Cleveland)
- Four Circus Pieces (1922 Cleveland)
- Danse Sacrée (1923 Cleveland)
- Enfantines, 10 peces per a nens (1923 Cleveland)
- Nirvana, Poema (1923 Cleveland)
- Five Sketches in Sepia (1923 Cleveland)
- Sonata (1935 Châtel, Alta Savoia); escrita per Guido Agosti
- Visions et Prophéties (1936 Châtel, Alta Savoia)

#### Orgue
- 6 Preludis (1949 Agate Beach)
- 4 Wedding Marches (1950 Agate Beach)